# طيران بالاو
طيران بالاو (بالأنكليزية:Belau Air) هي شركة طيران بالاو التي يقع مقرها في كورور. تعد شركة بيلاو للطيران الناقل الجوي الوحيد تعمل فقط في جميع أنحاء جزيرة بالاو، وكان مركزها في مطار ميتشيل رومان الدولي في ولاية آيراي بالقرب من المدينة الرئيسية في البلاد والعاصمة السابقة كورور. تمتلك شركة بيلاو للطيران حالياً طائرة صغيرة واحد فقط وهي من طراز سيسنا 206، التي يمكن أن تتسع لخمسة ركاب، وطائرة هليكوبتر روبنسون آر44.
تقوم الشركة بخدمة الرحلات اليومية إلى ولايات بالاو من بيليليو وأنغاور، وكلاهما المجتمعات جزر صغيرة جنوب غرب ولاية كورور. وتستخدم الطائرة أيضا للسياحة ويقدم رحلات في جميع أنحاء جزر بالاو الصخرية.
شركة طيران بالاو لا تقدم خدمة السفر الدولي حول العالم، حيث تستخدم شركات الطيران أخرى في السفر من وإلى بالاو. يمكن للناس أيضا استئجار رحلات طيران على طائرة بيلاو للطيران وطائرات الهليكوبتر لتعلم الطيران ويكون ذلك برفقة مدرب.
يتم توفير خدمة نقل مكوكية لنقل الركاب من مطار ميتشيل رومان الدولي في آيراي إلى كورور.

## الوجهات
في بالاو:
1. أنغاور (مهبط أنغاور).
2. كورور (مطار ميتشيل رومان الدولي) الرئيسي.
3. بيليليو (مطار بيليليو).

## أسطول
1. طائرة واحدة من طراز سيسنا 206.